# Thylacodes masier
Thylacodes masier is een slakkensoort uit de familie van de Vermetidae. De wetenschappelijke naam van de soort is voor het eerst geldig gepubliceerd in 1843 door Deshayes.